# Красная Горка (Воротынский район)
Кра́сная Го́рка — сельский посёлок в городском округе Воротынский Нижегородской области, бывший центр одноимённого сельсовета (до 2019 года).

## География
Красная Горка расположена в 5 км к югу от федеральной трассы М7 «Волга» и в 19 км к западу от районного центра. Рядом с селом протекает приток Урги река Имза.

## Этимология
Название «Красная горка» происходит от красивых и далёких видов, открывающихся с высокого берега реки Имзы. Ранее посёлок — хутор носил название «Гремячий» по имеющемуся у подножья берега шумному роднику. Непродолжительное время называли хутором Александровским по имени владельца — Александра Васильевича Демидова.

## История
Основан хутор — посёлок Гремячий около 1840 года при Быковском помещике Василии Львовиче Демидове. Его сын Александр Васильевич после получения собственного надела начинает строительство дома на хуторе. Сын Александра Васильевича, Платон Александрович, в 1882 году продал хутор генерал-майору Платону Сергеевичу Оболенскому, при котором и было закончено строительство дома — замка. Нынешнее название «Красная горка» было официально закреплено за посёлком 15 марта 1919 года после национализации имения и организации отделения совхоза «Отрадное».

## Население
| 2002 | 2010 |
| ---- | ---- |
| 530  | ↘521 |

## Памятник архитектуры
- Усадьба Оболенских (вторая половина XIX века)[4]. Проект архитектора и художника Льва Владимировича Даля. С 1919 года в здании располагалась контора совхоза, затем Дом культуры и библиотека. В настоящее время здание находится в полуразрушенном состоянии.